# 梁祖堯
梁祖堯（英語：Joey Leung，1976年10月30日—），綽號阿祖，是出身香港的舞台劇演員及導演。

## 生平
梁祖堯早年在香港島成長，幼稚園前與外婆住在北角（2010年搬回北角區），後來就讀玫瑰崗學校（幼稚園至中五畢業），是2001年香港演藝學院戲劇學院（榮譽）學士，主修表演。梁祖堯本來計劃在高考後，報讀香港大學生物系。由於他十分喜愛整個舞台經驗，加上《同》劇導演鄭傳軍的推薦，他決定投考香港演藝學院。2001年畢業後的第一個演出是由編劇潘惠森所編寫的《在天台上冥想的蜘蛛》。而他憑該舞台劇獲提名香港舞台劇獎最佳男主角。其後他與不同劇團合作，並編、導、演出過超過20個劇目。
2003年，梁祖堯與舞台劇演員邵美君及湯駿業成立「風車草劇團」。他更負責把百老匯歌劇《I Love You, You're Perfect, Now Change》翻譯成香港版的《你咪理，我愛你，死未？》，於2005及06年演出共20場。
2011年3月奪《最入心男演員獎》。 2009年被CNN選為香港20位最矚目的名之一。他憑《攣到爆》奪得2004至2005年度香港舞台劇獎最佳男主角（喜／鬧劇），並獲聯合提名香港舞台劇獎最佳導演。另憑《你咪理，我愛你，死未？》、《在天台上冥想的蜘蛛》與《及時行樂》四度獲提名香港舞台劇獎最佳男主角（喜／鬧劇）。2003年成立「風車草劇團」，並為該團之創作總監。
梁祖堯不斷與擅長將有名氣的藝人帶入劇場的W劇作社合作：例如2003年他與唱作人林一峰演出的《馴情記》及2005年與歌手何韻詩一起演出的《梁祝下世傳奇》。2004年《攣到爆》的首演及重演口碑載道，更令他成為香港舞台劇最佳男主角。在2006年第三次公演，兩星期共16場全部滿座，成為香港近年最受歡迎的劇目之一。
梁祖堯不時到中、小學教授戲劇及作巡迴演出，將演戲的經驗傳授給其他人。2005年在徐克電影《七劍》中，他擔任中國演員陸毅的粵語配音。2006年他與編劇黃詠詩為Twins《一時無兩演唱會》編導一段舞台劇。同年5月獲邀在楊千嬅與梁漢文的《滾》KTV裡擔任指導，並以舞台劇形式拍攝。與歌手何韻詩再度合作，出現在small matter的午餐肉（imporvisation）和陳奕迅的MV《Crying in the Party》。2008年參與電影《我的最愛》（飾 阿雷）及保持愛你（飾 阿祖）。於2006年6月到商業電台的《有誰共鳴》節目作嘉賓主持，為樂施會籌款。
梁祖堯曾於頭條日報編寫種植專欄，信報編寫專欄「南瓜生活」，和 U-Magazine編寫飲食專欄「Joey's Kitchen」。2008年與婆婆一起推出食譜《祖傳美味回憶》，2012年推出第二本《第一次下廚就成功》。2013年推出食譜《第二次下廚爆成功》。此外，他亦主持了一季有線電視烹飪節目《嚐。回味》，和參與MV拍攝。2014年推出食譜《越夜越肚餓》及《祖堯廚房》，作者版稅收益全數捐贈奧比斯作救盲用途。
2014年9月，梁祖堯自資學習Escoffier 傳統法國料理文憑，該課程也是第一次在法國境外以英語授課，12月29日完成初級課程，2015年1月進行三個月中級課程，4月12日畢業。8月3日正式完成高級課程。

## 演出

### 舞台劇及音樂劇
2024年
- 3月 風車草劇團 Ana 《亞娜》
- 8月-9月 風車草劇團 《Di-dar 音樂劇場》
- 11月-12月 風車草劇團 《The Restaurant》餐廳

2023年
- 3月 風車草劇團 《網上寂播 Switch Off》
- 8月 風車草劇團 《三聖邨的Little Mermaid》
- 11月-12月 風車草劇團 《忙與盲的分離時代》原創音樂劇場

2022年
- 8月 風車草劇團 《隔離童話集》
- 10月 風車草劇團 《回憶的香港》
- 11月 風車草劇團 《風車草劇讀會》
- 11月-12月 風車草劇團 《Rent A Human 有人出租》

2021年
- 1月 風車草劇團 《通菜街喪屍戰》
- 8月 風車草劇團 《攣攣成人禮》Falsettoland
- 10月 風車草劇團 《回憶的香港》
- 11月-12月 風車草劇團 《通菜街喪屍戰：加料版》

2020年
- 1月 風車草劇團 《風車草劇讀會》
- 7月 西九文化區自由空間與非常林奕華  《一個邀請：人約吉場後》
- 12月 風車草劇團 《新聞小花的告白2 白屋之夏》

2019年
- 3月 風車草劇團  《公路死亡事件》
- 5月 風車草劇團  《回憶的香港》
- 8月 風車草劇團  《尋常心》The Normal Heart
- 11月 風車草劇團  《米線女戰士》

2018年
- 1月           風車草劇團 《這一夜．聽我們說故事2018》Story Story Night 2018
- 3月             風車草劇團 《哈雷彗星的眼淚》
- 5月         風車草劇團 《新聞小花的告白》
- 8月         風車草劇團 《攬炒愛情狂》Boy Gets Girl
- 11月-12月        詩人黑盒劇場《香港式離婚》四度重演

2017年
- 2月           風車草首個讀戲劇場<這一夜．聽我們說故事>Story Story Night
- 3月            風車草劇團<你咪理，我愛你，死未！ Come Back >
- 7月            W創作社 《小人國6》
- 9月            風車草劇團 《大汗推拿》
- 12月            W創作社 《下一秒我就憎你》

2016年
- 1月                            W創作社 <味之素>
- 4月                            W創作社 <夏風夜涼>
- 6月                   風車草劇團＜忙與盲的奮鬥時代2 阿晶想旅行＞
- 9月                      W創作社 <三日月Paranoia>
- 11月-12月                 風車草劇團<北極光之戀>

2015年
- 4月                            風車草劇團 <愛與人渣>
- 5月        詩人黑盒劇場《香港式離婚》三度重演
- 7月 W創作社 《小人國5》
- 9月-10月 風車草劇團 《忙與盲的奮鬥時代 音樂劇》

2014年
- 4月                            W創作社 《Q畸大道》 重演 Avenue Q Musical
- 7月                            非常林奕華 《恨嫁家族》
- 7月                            W創作社 《修羅場》
- 9月                            風車草劇團  《深夜猛鬼食堂》
- 11月                           W創作社 《男男女女男》
- 12月                           風車草劇團 《Su Be Do Wa 音樂會》

2013年
- 3月                            風車草劇團  《屈獄情》BENT
- 5月                            W創作社     <小人國4>
- 8月                            風車草劇團 《Q畸大道》Avenue Q Musical

2012年
- 4月19-22日 香港藝術節《香港式離婚》(重演)
- 3月23至 3月28日梁祖堯x王菀之x邵美君x湯駿業《I Love You Because 音樂劇》 (歌舞升級版)(重演)
- 9月21至 9月30日梁祖堯x劉雅麗x黃又南x湯駿業《開關係》

2011年
- 11月25日 螢火蟲劇團 週末狂歡夜
- 9月16 至 9月24日 風車草劇團《在那遙遠的星球．一粒沙》
- 7月14日至24日（7月18日休演）梁祖堯x黃文慧x吳劍菲x湯駿業《攣到爆》五度公演
- 5月26日至6月5日 梁祖堯x王菀之x邵美君x湯駿業《I Love You Because 音樂劇》《《I Love You Because 音樂劇》[]》
- 4月8日至15日 《小人國3之小人三國》《《小人國 3 之小人三國》[]》

2010年
- 11月26 至 12月3日 《戀愛總是平靜地意外身亡》重演《《戀愛總是平靜地意外身亡》[]》
- 8月27 至 9月4日 潘惠森 X 風車草劇團 X 王迪詩《《孔雀男與榴槤女》[]》
- 7月3-18日 W創作社 X 東亞娛樂 X 王菀之 X 張敬軒 X 梁祖堯《《Octave柯廸夫》[]》
- 4月30至5月1-2,4-7日 風車草劇團《《小心！枕頭人》[]》
- 3月19-22,25-28日 香港藝術節《《香港式離婚》[]》

2009年
- 11月27-29日 W創作社《戀愛總是平靜地意外身亡》
- 10月2-11日 W創作社《《我不快樂》 （页面存档备份，存于）》
- 8月14-16日 風車草劇團《《影子盒 Shadow Box》[]》
- 5月22-28日 W創作社 X 風車草劇團《小人國 2 （页面存档备份，存于）》
- 3月13-19日 風車草劇團、東亞娛樂、英皇舞台合辦《《你咪理，我愛你，死未？》（喪愛甜心版） （页面存档备份，存于）》

2008年
- 12月5-14日 W創作社 X 華納唱片X 薛凱琪 X 梁祖堯 《Last Smile, First Tear》
- 9月19-28日 W創作社 x 黃偉文 (Wyman) x 梁祖堯 《白雪先生灰先生》
- 7月18-20日 風車草劇團 《我不好愛 （页面存档备份，存于）》
- 1月5-13日 風車草劇團 《穿紅靴的貓重演 （页面存档备份，存于）》（The Cats in Red Boots re-run）
- 4月10日 [東亞娛樂] x W創作社 x 梁祖堯《攣到爆》（Queer Show）（第四度重演）

2007年
- 8月10-12日 風車草劇團 《穿紅靴的貓 （页面存档备份，存于）》（The Cats in Red Boots）
- 7月6-12日 東亞娛樂 x 林一峰 x W創作社《一期一會》(Once in a Lifetime) （重演）
- 5月14-20日 姊宮樂園[永久] 《跳舞．鯊 （页面存档备份，存于）》（Dancing Sharks）
- 4月20-22日 東亞娛樂 x 林一峰 x W創作社《一期一會》（Once in a Lifetime）
- 3月1-4日 《烙印 （页面存档备份，存于）》(The Lost Boy)〔梁祖堯把萊斯著的《烙印》小說改編成舞台劇版，並自導自演。 〕
- 1月4-7日 風車草劇團 《月映寒松》

2006年
- 11月2日-12日 風車草劇團 《你咪理，我愛你，死未! （页面存档备份，存于）》（第三度重演）
- 9月15-24日 W創作社《EMPTY》
- 6月29日-7月1日 風車草劇團《風車草 Su Be Do Wa 音樂會 （页面存档备份，存于）》
- 4月21-28日，5月11-14日 風車草劇團《你咪理，我愛你，死未!  （页面存档备份，存于）》（I Love You, You Are Perfect, Now Change!）（重演）
- 3月17-26日 W創作社《攣到爆》（Queer Show，第三度重演）
- 2月15-26日 詩人黑盒《公主復仇記》（Beyond our Ken）（重演）
- 1月20-22日，8月8日-13日 新域劇團《大汗推拿》（The Massage King）（首演[永久] 及 重演）

2005年
- 12月14-20日 詩人黑盒《公主復仇記》（Beyond our Ken）（首演）
- 10月28-30日 風車草劇團《你咪理，我愛你，死未！ （页面存档备份，存于）》（I Love You, You Are Perfect, Now Change!）（首演）
- 9月16-19日 東亞娛樂 （页面存档备份，存于） x W創作社 （页面存档备份，存于）《梁祝．下世傳奇》
- 7月29-31, 8月6-7日 新域劇團《好世界》
- 6月24-26日 林龍傑音樂劇場 《帝女花》（Dai Nui Fa）
- 4月20-28日 W創作社《你今日拯救咗地球未呀 ?! 》（Superman Forever）
- 1月14-16, 22-23日 新域劇團《企鵝 （页面存档备份，存于）》

2004年
- 10月14-17日 風車草劇團 《風。吹。憂。愁。散  （页面存档备份，存于）》（Softly A Zephyr）
- 8月5-8日，11月4-7日 W創作社《攣到爆》（Queer Show）（首演 及 重演）
- 6月24-27日 姊宮樂園[永久] 《玻璃動物園[永久]》（The Glass Menagerie）
- 4月29日-5月2日 新域劇團《雞春咁大隻曱甴兩頭岳》（重演）
- 2月13-15日 演戲家族[永久]《四川好人》（重演）
- 2004年1月9日－11日 新域劇團《在天台上冥想的蜘蛛》（重演）

2003年
- 10月31日-11月1日 林龍傑創作室《去呢！舞吧！愛吧！》（Planet Love）
- 8月15-17日 演戲家族  《四川好人》（首演）
- 6月27日-7月5日 W創作社《馴情記》（Best Memories of my Life）
- 4月17-20日 W創作社《廢柴》（演員及聯合導演）
- 3月21-23, 29-30日 中英劇團 （页面存档备份，存于） 《十一隻貓 （页面存档备份，存于）》

2002年
- 12月20-24日 瘋祭舞台 （页面存档备份，存于） 《剖你一個措手不及[永久]》（Operation X）
- 3月8-10日 進劇場 《香港藝術節：他和她和他 …。的屋》（La Casa de...）

2001年
- 11月29日－12月2日 新域劇團 《在天台上冥想的蜘蛛 （页面存档备份，存于）》
- 9月 W創作社 《戀之惑星》
- 5月28日－6月2日 香港演藝學院及時行樂》（All in the Timing）

2000年
- 12月4-9日 香港演藝學院《屈獄情》（Bent）
- 8月1、5日 諾仕製作 《紅。愛你一萬年》
- 4月27-28日 香港演藝學院《侍婢》

1999年
- 5月5-8日 香港演藝學院《獵日記》（The Royal Hunt of the Sun）

1998年
- 11月21-28日 香港演藝學院《綠野仙蹤》（RSC's: The Wizard of Oz）
- 5月6-9日 香港演藝學院《魔鬼圍城》（The Devils）
- 觀塘劇團 《愛上愛上誰人的新娘》

1997年
- 12月1-6日 香港演藝學院 《屈打成醫》（Molère: The Doctor Inspite of Himself）
- 8月14日－9月16日 春天舞台 （页面存档备份，存于） 《上海之夜 （页面存档备份，存于）》
- 4月23-26日 香港演藝學院 《1841》
- 赤犢劇團《意亂情迷錯對焦》

1996年
- 1996年 赤犢劇團 《我以為我掩飾得很好》
- 赤犢劇團 《同性三分親》（Torch Song Trilogy）
- 香港演藝學院 《怪誕城之夜》
- 《鄧麗君》
- 新域劇團 《奇妙草原》（巡迴演出）
- 瘋竇 （页面存档备份，存于）《覺覺 II》
- 扶輪社 《Cyber Crusaders》舞蹈表演

### 電影
| 年份   | 電影         | 角色   | 備註     |
| ------ | ------------ | ------ | -------- |
| 2008年 | 我的最愛     |        |          |
| 2008年 | 絕代雙嬌     |        |          |
| 2009年 | 保持愛你     |        |          |
| 2009年 | 跳出去       | 立威廉 | 粵語配音 |
| 2010年 | 出軌的女人   |        |          |
| 2012年 | 《浮城》     | 劉超力 |          |
| 2017年 | 29+1         |        |          |
| 2019年 | 《失蹤》     | 何尚言 |          |
| 2023年 | 《年少日記》 |        |          |

### 電視劇
| 年份   | 電視台   | 劇集               | 角色   |
| ------ | -------- | ------------------ | ------ |
| 2016年 | 香港電台 | 《我的家庭醫生II》 | 維醫生 |
| 2022年 | ViuTV    | 《繩角》           | 魯 堅  |
| 2023年 | ViuTV    | 《和解在後》       | 何建忠 |

### 電視節目
| 年份       | 節目                           | 電視台   |
| ---------- | ------------------------------ | -------- |
| 2011年     | 《香港故事》（第18輯）         | 香港電台 |
| 2011年     | 《嚐·回味》                    | 有線電視 |
| 2016年     | 《歡樂滿些牙》                 | 毛記電視 |
| 2018年     | 《老闆咁易做》                 | ViuTV    |
| 2019年     | 《我食飯你埋單》               | ViuTV    |
| 2019年至今 | 《晚吹－空肚講宵夜》           | ViuTV    |
| 2020年     | 《全民造星III》                | ViuTV    |
| 2020年     | 《調教你男友》                 | ViuTV    |
| 2021年     | 《調教你MIRROR》               | ViuTV    |
| 2021年     | 《全民造星IV》                 | ViuTV    |
| 2023年     | 《初戀Action!》                | ViuTV    |
| 2023年     | 《主廚的自然美食哲學》（配音） | Now TV   |

### 音樂

#### 主唱
- 黃偉文、余文樂、梁祖堯、楊千嬅、湯駿業、黃秋生、鄭秀文《末日(前1'30)》
- 王菀之、梁祖堯、邵美君、湯駿業《低科技之歌》
- 梁祖堯《邊一個發明了返工》
- 王菀之、梁祖堯、邵美君、湯駿業、馮翰銘《歌舞劇》
- 王菀之、梁祖堯、邵美君、湯駿業、馮翰銘《柯迪夫夢幻曲》
- 王菀之、張敬軒、梁祖堯、邵美君、湯駿業、馮翰銘、林小寶《開籠雀 finale》
- 梁祖堯、薛凱琪《甜蜜蜜》
- 容祖兒《28個我》（梁祖堯獨白）
- 梁祖堯《那夜，我們在聽依然》
- 梁祖堯《一個》
- 梁祖堯、何韻詩《汽水樽裡的咖啡》（梁祝下世傳奇插曲）
- 梁祖堯、何韻詩《樓台會》（梁祝下世傳奇插曲）
- at17《我們的序幕》（梁祖堯、萊斯、人山人海和音）
- 邵美君、劉子騰、梁祖堯、陳曙曦《Life is so Busy》
- 梁祖堯《複製人》
- 邵美君、陳曙曦、梁祖堯、馮夏賢《新天地》
- 《瑟魯之歌》（テルーの唄）（《地海戰記》主題曲中文版）（梁祖堯、黃詠詩填詞）

#### MV
- 王菀之《好時辰》
- 王菀之《沉默的士高》
- 蘇永康《那誰》
- Mr. 《如果我是陳奕迅》
- Manson張進翹 《One More Game》
- 江𤒹生、王智德 《Rebound》

## 書刊
- 書名：《祖傳美味。回憶》
  - 著者：梁祖堯、李玉枝
  - 出版社：青春文化〔香港〕
  - 出版日期：2008年7月
- 書名：《香港人食香港菜》
  - 著者：梁祖堯
  - 出版社：字字研究所
  - 出版日期：2020年11月
- 書名：《空肚煮宵夜》
  - 著者：梁祖堯
  - 出版社：字字研究所
  - 出版日期：2023年3月

## 代言品牌
- COREN 高雲牌 - 2016年

## 獎項

### 得獎
- 第十四屆香港舞台劇獎頒獎禮
  - 《攣到爆》  - W創作社 - 最佳男主角（喜/鬧劇）
- 在學期間曾獲取
  - 「章賀麟獎」
  - 「傑出演員獎」
  - 「匯豐銀行內地交流獎學金」
  - 連續三年取得「賽馬會獎學金」

### 提名
- 第十一屆香港舞台劇獎頒獎禮
  - 《在天台上冥想的蜘蛛》 - 最佳男主角（喜/鬧劇）
  - 《及時行樂》 - 最佳男主角（喜/鬧劇）
- 第十四屆香港舞台劇獎頒獎禮
  - 《孿到爆》 - 最佳導演（聯合提名）- W創作社
- 第十五屆香港舞台劇獎頒獎禮
  - 《你咪理，我愛你，死未!》 - 最佳男主角（喜/鬧劇）- 風車草劇團
- 第二十九屆香港舞台劇獎頒獎禮
  - 《尋常心》 - 最佳男主角（悲劇/正劇）- 風車草劇團
  - 《米線女戰士》 - 最佳劇本- 風車草劇團

## 相關
- 荔景山

## 備註
1. ↑  香港舞台劇獎頒獎禮「最入心男演員」網上選舉，讓戲迷回顧過往十九屆的最佳主角獎及配角獎的演員，從中選出最深入民心的演員。